# Shelby Series 1
Shelby Series 1 – samochód sportowy klasy kompaktowej produkowany pod amerykańską marką Shelby w latach 1998–2005.

## Historia i opis modelu

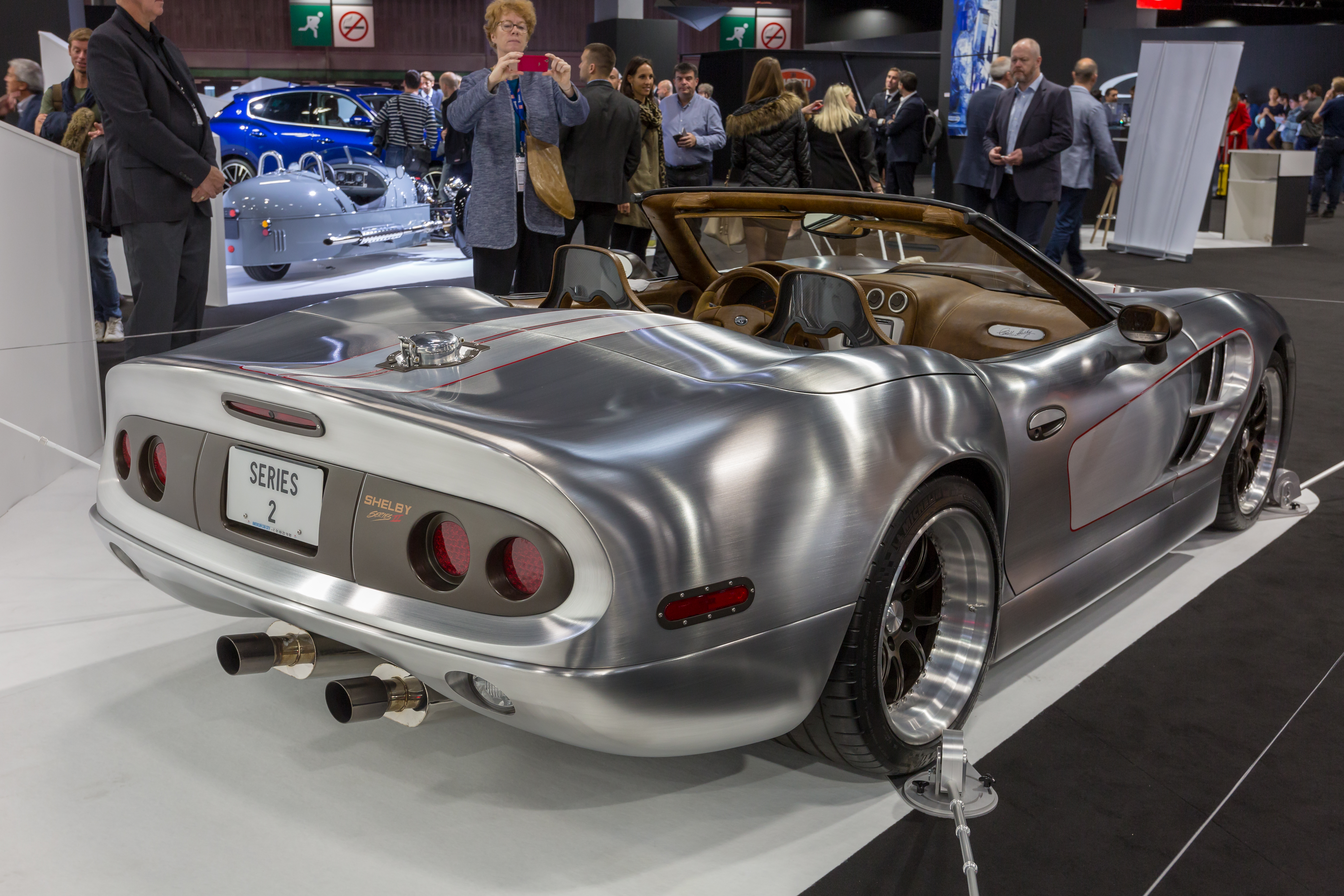
Shelby Series 2 – tył

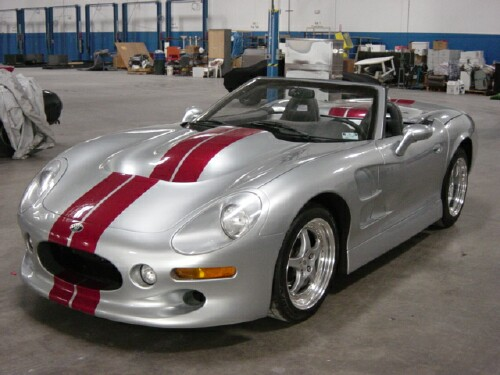
Shelby Series 1

W lipcu 1994 roku Carroll Shelby rozpoczął pracę nad pierwszym w historii samochodem sportowym skonstruowanym od podstaw jako jego samodzielna konstrukcja, nie będąca pochodną wersją pojazdu innego producenta. W efekcie powstał 2-miejscowy roadster Shelby Series 1, który został zaprezentowany w 1998 roku.
Samochód utrzymano w koncepcji podobnej do historycznego modelu Shelby Cobra - pojazd zachował sylwetkę z podłużną maską, krótkim zwisem tylnym, nisko osadzoną kabiną pasażerską, a także muskularnie zarysowanymi nadkolami. Ponadto, pojazd zyskał owalne reflektory oraz podwójne tylne lampy złożone z małych okrągłych kloszy.

### Produkcja
Shelby Series 1 wytwarzany był do 2005 roku w zakładach Shelby American w nowej siedzibie firmy w Las Vegas w stanie Nevada. Pojazd był konstrukcją małoseryjną i limitowaną - łącznie powstało 249 egzemplarzy. Cena każdego egzemplarza wynosiła 225 tysięcy dolarów.

### Series 2
Wiosną 2018 roku z okazji 20-lecia premiery Shelby Series 1, Shelby American przedstawiło limitowaną serię czterech, nieznacznie zmodyfikowanych egzemplarzy modelu wyprodukowanych w tym samym roku. Aluminiowe nadwozie zostało wykonane z komponentów obniżających masę całkowitą pojazdu, a moc jednostki napędowej V8 zwiększono do 800 KM.

### Silnik
- V8 4.0l L47 DOHC Aurora